# Avec le cœur
Albums de Kenza Farah
Authentik
(2007) Trésor
(2010)
Avec le cœur est le deuxième album de la chanteuse franco-algérienne Kenza Farah, sorti le 17 novembre 2008 en France. 
L'album contient 22 pistes et des featurings avec les Psy 4 De La Rime, les Nina Sky, Roldan du groupe Orishas et Busy Signal. Cet album est le premier double CD du R&B français sorti. Il sera certifié Disque de Platine.

## Pistes
CD1
1. Avec le cœur
2. Au cœur de la rue
3. Mi corazon
4. Peuple du monde entier
5. Je représente
6. Désillusion du ghetto
7. On tient le coup feat. Psy 4 De La Rime
8. Let me be with you
9. La nuit feat. Busy Signal
10. Ce que je suis
11. Que serais-je ?

CD2
1. Kenza sur le beat
2. J'essaie encore
3. J'aurais voulu te dire
4. Chant libre
5. Ne nous jugez pas feat. Roldan (Orishas)
6. Commandement du ciment
7. Toute seule
8. Tout ça ne compte pas
9. Celle qu'il te faut feat. Nina Sky
10. La vérité
11. Pardonnez moi

## Classements
| Classement (2008-10)         | Meilleure position |
| ---------------------------- | ------------------ |
| Belgique (Wallonie Ultratop) | 59                 |
| France (SNEP)                | 7                  |